# Handelsverband Bayern
Der Handelsverband Bayern e.V. (HBE) ist die Interessenvertretung des bayerischen Einzelhandels. Der Verein hat seinen Sitz in München. Mit 60.000 Betrieben, 330.000 Beschäftigten und über 40.000 Ausbildungsplätzen ist der Einzelhandel nach Industrie und Handwerk der drittgrößte Wirtschaftszweig in Bayern. Vorläuferorganisation war der Landesverband des Bayerischen Einzelhandels e. V. (LBE), gegründet 1946.

## Aufgaben
Zu den Tätigkeitsfeldern des Interessenverbandes zählen Politikberatung, Arbeitsrecht, Tarifpolitik, Standortpolitik (z. B. Verkehrsplanung, Einzelhandelsgroßprojekte, City-Marketing), Steuerpolitik, Bildung, Umwelt- und Europapolitik. Der HBE informiert über gesetzliche Entwicklungen und bewertet politische Entscheidungen sowie arbeitsrechtliche Urteile insbesondere im Hinblick auf ihre Folgen für die Einzelhandelsunternehmen.
Der Verein bietet seinen Mitgliedern mehrere Informationsdienste an. Dies sind Fachrundschreiben (Branchen-Newsletter), die Reihe „HBE-Praxiswissen“ zu handelsrelevanten Fragen, ein wöchentlicher E-Mail-Newsletter und ein monatlicher Unternehmerbrief.

## Organisation
Der Verband gliedert sich mit 60 Mitarbeitern regional in sechs Bezirke. Die Hauptgeschäftsstelle befindet sich in München. Die regionale Betreuung der Handelsunternehmen vor Ort leisten die HBE-Bezirksgeschäftsstellen in Augsburg, Bayreuth, Nürnberg, Regensburg und Würzburg sowie bayernweit über 200 ehrenamtliche Kreis- und Ortsvorsitzende mit den Bildungsbeauftragten. Hinzu kommen die HBE-Fachgemeinschaften der einzelnen Branchen (z. B. Möbel, Lebensmittel, Textil, Elektro). Die wichtigsten Organe des HBE sind die Mitgliederversammlung, der Vorstand, das Präsidium, die Hauptgeschäftsführung, die Tarifkommission und die Ausschüsse.
Der HBE gehört als Landesverband der bundespolitischen Spitzenorganisation des deutschen Einzelhandels, dem Handelsverband Deutschland (HDE) an.

## Personalien
- Bisherige Präsidenten: Wilhelm Krumbacher, Egon Pawlitzek, Hermann Reissinger, Erwin Otto Maier, Volker Jakobitz, Erich Vorwohlt, Michael Krines, Ernst Läuger (seit 2011)
- Bisherige Hauptgeschäftsführer: Fritz Bauderer, Josef Dütsch, Werner Heimes, Hubertus von Reumont, Günter Gross, Martin Aigner, Wolfgang Puff (seit 1. Oktober 2017)